# Dietrich Podlech
Dietrich Podlech (auch Dieter Podlech genannt; * 28. April 1931 in Aachen; † 21. Dezember 2021) war ein deutscher Botaniker, der sich als Hochschullehrer vor allem mit der systematischen Botanik befasste. Sein botanisches Autorenkürzel lautet „Podlech“.

## Leben und Wirken
Dietrich Podlech wurde 1931 als Sohn von Maria Podlech, geborene Gschwend, und des Oberstudienrats Wilhelm Podlech in Aachen geboren. Er studierte Chemie und Biologie (Pharmazeutische Biologie) in Bonn und wurde dort 1958 bei Maximilian Steiner zum Thema Untersuchungen zur Ökologie atlantischer Pflanzen an ihrer Verbreitungsgrenze zum Dr. rer. nat. promoviert.
Ab 1958 war Assistent an der Universität Bonn, von 1960 bis 1965 wissenschaftlicher Assistent in München, wo er sich bei Hermann Merxmüller an der Botanischen Staatssammlung in München. In München habilitierte er sich 1965 an der Fakultät für Biologie der Ludwig-Maximilians Universität München und wurde dort Professor für systematische Botanik. Es folgten Anstellungen von 1965 bis 1967 als Konservator an der Botanischen Staatssammlung, 1967–1971 als wissenschaftlicher Rat, und von 1971 bis zur Emeritierung 1996 als Professor (C3) am Institut für systematische Botanik und Mykologie der Universität München.
Seine Arbeitsschwerpunkte waren die Cyperaceen, vor allem Carex, dann Campanula und Saxifraga und ab Mitte der 1960er Jahre verschiedene Familien für Merxmüllers Prodromus einer Flora von Südwestafrika. Ab den 1970er-Jahren arbeitete Podlech zunehmend an Astragalus, der artenreichsten Gattung der Blütenpflanzen. Zahlreiche Reisen insbesondere nach Afghanistan (vier Reisen von 1965 bis 1979, über 44 Monate (mehr als dreieinhalb Jahre), dabei alle 28 Provinzen des Landes erkundend), resultieren in einem heute wertvollen Herbar, von dem Dubletten sowohl im Herbar der Universität Kabul als auch München liegen. Podlech war katholisch, hatte 1962 Maria Steiner geheiratet, lebte in Hebertshausen und hatte fünf Kinder. Ende 1991 gründeten Dietrich Podlech und der in diesem Jahr neuberufene Jürke Grau das Universitätsherbar der Ludwig-Maximilians Universität, wobei Podlechs eigenes Herbar von damals 90.000 Belegen den Grundstock bildete, der bald durch Tausch und weiteres Sammeln auf 200.000 Belege anwuchs und damit das derzeit zweitgrößte Herbar Bayerns wurde.

## Ehrungen
Nach Podlech benannt ist die Pflanzengattung Podlechiella Maassoumi & Kaz.Osaloo aus der Familie der Hülsenfrüchtler (Fabaceae).

## Publikationen
- Checklist of the Flowering Plants of Afghanistan (2012), ca. 4500 Taxa are named here as occuring in Afghanistan
- Podlech, D. & Sh. Zarre 2013. A taxonomic revision of the genus Astragalus L. (Leguminosae) in the Old Word. 3 Vol. Verlegt vom Naturhistorischen Museum Wien. pp. 2439. – Opus maxissimum.
- Naturführer Heilpflanzen, zwei Naturführer „Blumen“, Naturführer Pflanzen des Mittelmeeres, teilweise mit Wolfgang Lippert, in mehrere Sprachen übersetzt.